# 爱德华·布莱克尼
爱德华·布莱克尼爵士 陆军元帅 GCB GCH PC (Ire)（1778年3月26日—1868年8月2日）是一名英国陆军军官。布莱克尼曾在英军远征荷属圭亚那时担任下级军官，并在远征途中三度被私掠船俘虏。历经千辛万苦后，布莱克尼于1799年参加英俄入侵荷兰的军事行动。1807年，他参加了卡思卡特勋爵率领的丹麦探险队。在半岛战争的许多战役中，布莱克尼指挥第7（皇家燧发枪）步兵团第2营，后指挥该团的两个步兵营。在威灵顿公爵于1815年进军巴黎结束拿破仑战争后，布莱克尼参加了1812年战争。1826年，他指挥陆军的一个旅前往葡萄牙支持立宪政府对抗唐·米格尔的专制势力。布莱克尼最后职位是爱尔兰驻军总司令，他担任该职位近20年。

## 早年生活
爱德华·布莱克尼是威廉·布莱克尼上校（William Blakeney）和莎拉·布莱克尼（Sarah Blakeney，娘家姓希尔兹）的第四个儿子。1794年2月28日，爱德华·布莱克尼被委任成为第8（国王皇家爱尔兰）轻龙骑兵团的一名训练兵。1794年9月4日，布莱克尼被调往第121步兵团担任中尉，后于同年12月24日调往第99步兵团担任上尉。1796年，布莱克尼参加英军远征荷属圭亚那的行动，并在行动中3次被私掠船俘虏，历尽艰辛。除此之外，他还参加了1798年圣多明各的疏散行动。
布莱克尼于1798年3月10日调往第17（皇家莱斯特）步兵团任职。期间，他随军参加了入侵荷兰中1799年9月的克拉本丹战役和卑尔根战役，以及同年10月的阿尔克马尔战役和卡斯特里库姆战役1801年9月17日，布莱克尼晋升少校，后于1803年7月11日转到第47（兰开夏郡）步兵团。1804年4月7日，布莱克尼调任至第7（皇家燧发枪）步兵团，随即跟随该团参加了卡思卡特勋爵率领的丹麦远征军发起的哥本哈根战役。1809年2月，布莱克尼参与了英军对马提尼克岛的占领。那年晚些时候，他在新斯科舍省执行驻屯任务。

## 半岛战争
布莱克尼于1810年6月在西班牙加入阿瑟·韦尔斯利爵士的部队，并在同年9月的布萨科战役和1811年5月的阿尔布埃拉战役期间指挥一个步兵营。除此之外，布莱克尼跟随英军参与了罗德里戈围城战、巴达霍斯围城战、维多利亚战役、潘佩洛纳战役、比利牛斯山脉战役以及尼维尔战役。1814年6月4日，布莱克尼晋升上校，后于1815年1月2日获得巴斯骑士指挥官勋章。他于1815年1月参加了1812年战争期间的新奥尔良战役。虽然布莱克尼没有参加百日王朝战役，但他在1815年进军巴黎时加入了威灵顿公爵的军队，并在法国占领军中服役至1819年。

## 晚年
1825年5月27日，布莱克尼晋升少将。后在1826年负责指挥亨利·克林顿将军派往葡萄牙执行任务的军队中的一个旅，以支持葡萄牙立宪政府反抗唐·米格尔的专制主义势力。
布莱克尼于1836年春季成为爱尔兰驻军总司令。他于1836年5月7日被任命为爱尔兰大法官。1836年8月26日，布莱克尼领中将军衔，后于1838年6月28日正式晋升中将。他于1849年5月7日获得巴斯骑士大十字勋章，并于1854年6月20日晋升上将。布莱克尼于1855年退役。
除实际担任的军职外，布莱克尼还曾担任第7步兵团的名誉上校，之后还担任第1（皇家苏格兰人）步兵团的名誉上校。布莱克尼于1855年2月6日成为切尔西皇家医院的副院长，后于1856年9月25日继任该机构的院长。
退休后，布莱克尼住在特威克纳姆的里士满宅邸。1862年11月9日，布莱克尼晋升陆军元帅。他于1868年8月2日在切尔西皇家医院去世，葬于特威克纳姆的橡树巷公墓。

## 家庭
1814年，布莱克尼与东印度公司加德纳上校的女儿玛丽亚·加德纳（Maria Gardiner）结婚；夫妻二人没有孩子。

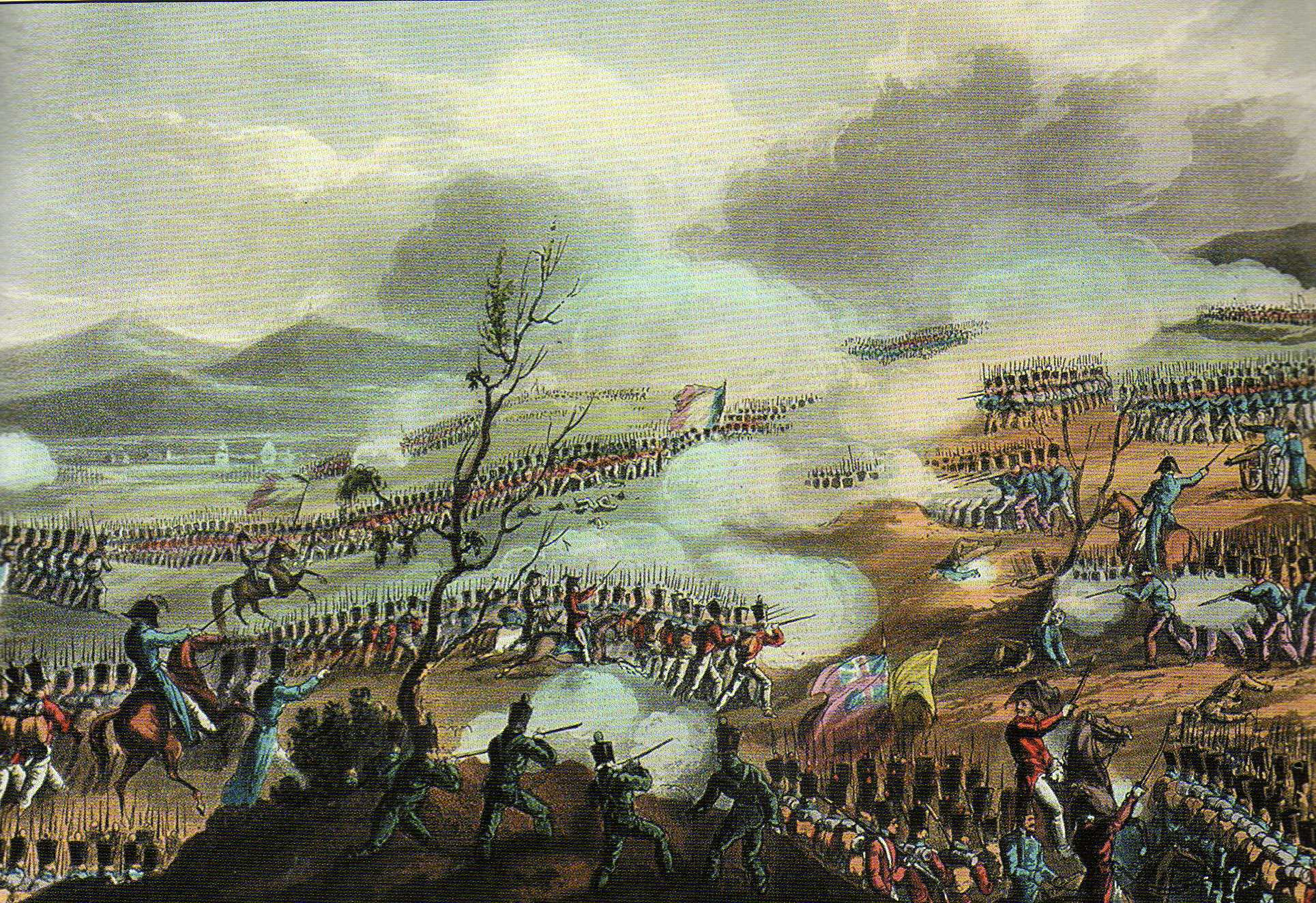
布莱克尼在1813年11月的尼维尔战役中负责指挥第7（皇家燧发枪）步兵团

## 引注
1. ↑  .  線上版. 牛津大學出版社. 2004  [2014-01-19]. doi:10.1093/ref:odnb/2589. 需要订阅或英国公共图书馆会员资格
2. 1 2 3 4  Heathcote, p. 46
3. ↑  Dod, pp. 120–121
4. ↑  . London Gazette. 1798-03-06.
5. ↑  . London Gazette. 1803-07-09.
6. ↑  . London Gazette. 1804-04-03.
7. 1 2 3 4 5 6 7 8  Heathcote, p. 47
8. ↑  . London Gazette. 1814-06-07.
9. ↑  . London Gazette. 1825-05-28.
10. ↑  . London Gazette. 1836-05-17.
11. ↑  . London Gazette. 1836-09-16.
12. ↑  . London Gazette. 1838-07-03.
13. ↑  . London Gazette. 1849-05-11.
14. ↑  . London Gazette. 1854-06-22.
15. ↑  . London Gazette. 1832-09-25.
16. ↑  . London Gazette. 1855-01-02.
17. ↑  . London Gazette. 1855-02-06.
18. ↑  Godfrey, Walter H. . 1927  [2014-01-19]. （原始内容存档于2014-08-29）.
19. ↑  . Memories of Twickenham Riverside.   [2014-01-19]. （原始内容存档于2023-05-27）.
20. ↑  . London Gazette. 1862-11-10.
21. ↑  . Find a grave.   [2014-01-19].